# Jean Emonet
Jean Emonet, né le 31 octobre 1914 à Paris et mort le 20 octobre 1949 en Méditerranée, était un aviateur militaire français.

## Biographie
Jean Emonet s'engage dans l'Armée de l'air en 1935. Il est pilote de transport. A la déclaration de la Seconde Guerre mondiale, il combat dans pour la chasse dans le GCIII/7 (Groupe de chasse).
Après la cessation des combats, il rejoint l'Espagne, comme beaucoup de ses camarades pilotes. Fait prisonnier en Espagne, il maintient le moral de ses compagnons d'infortune malgré les très mauvaises conditions de détention (camp de Barbastro) en organisant des soirées de détente. Il réussit à s'évader avec plus de 100 soldats et à rejoindre le Maroc.
Afin de participer aux combats et vaincre l'Allemagne, Il se porte volontaire pour le Groupe de Chasse GC3 "Normandie" qui deviendra par la suite le "Normandie-Niemen". En mai 1944, il est à Toula en Russie. En octobre 1944, lors d'un combat contre des chasseurs allemands, alors qu'il est en protection de bombardiers soviétiques, il est grièvement blessé.
Après la fin du conflit, il continue sa carrière dans l'Armée de l'air comme moniteur à l'école de chasse de Meknès au Maroc. Le 20 octobre 1949, alors qu'il a embarqué dans un avion de transport avec des camarades pilotes afin de ramener d'Angleterre des Spitfires neufs, l'avion se crashe dans la Méditerranée pour une raison inconnue.

## Décorations
- Croix de guerre 1939-1945
- Insigne des blessés militaires
- Ordre de la Guerre Patriotique (URSS)